# 二重誘拐
『二重誘拐』（にじゅうゆうかい、原題:The Clearing）は、2004年の映画。

## 概要
オランダで実際にあった事件をモデルとしたサスペンス映画。監督は『ヒート』の制作総指揮を担当した、ピーター・ジャン・ブルージ。彼が映画の監督をつとめるのは初。

## ストーリー
ビジネスを成功させ、優雅に暮らしていたウェインとアイリーン夫婦。ある日、ウェインが出勤したまま戻って来なくなり、心配したアイリーンは警察に電話するが、アーノルドという男が身代金を要求しにアイリーンに電話をかけてきたのだった。

## キャスト
※括弧内は日本語吹替
- ウェイン：ロバート・レッドフォード（野沢那智）
- アイリーン：ヘレン・ミレン（鈴木弘子）
- アーノルド：ウィレム・デフォー（村田則男）
- ティム：アレッサンドロ・ニヴォラ（横堀悦夫）
- フューラー捜査官：マット・クレイヴン（岩崎ひろし）